# Kishinami
Il Kishinami (岸波? lett. "Onde sulla battigia") è stato un cacciatorpediniere della Marina imperiale giapponese, sedicesima unità della classe Yugumo. Fu varato nell'agosto 1943 dai cantieri navali Uraga.
Appartenente alla 31ª Divisione, nei primi mesi del 1944 fu attivo lungo le rotte marittime in difesa di convogli che facevano la spola tra le basi nipponiche. Fu presente, pur senza particolari ruoli, alla battaglia del Mare delle Filippine (19-20 giugno) e a quella del Golfo di Leyte (23-25 ottobre), durante la quale subì danni leggeri. Dopo aver ripiegato a Singapore, fu assegnato alla scorta di una petroliera che doveva viaggiare sino a Manila e quindi tornare nella città malese; la rotta del ritorno incappò in un sommergibile statunitense che colò a picco sia il cacciatorpediniere (novanta morti) sia la petroliera.

## Servizio operativo

### Costruzione
Il cacciatorpediniere Kishinami fu ordinato nell'anno fiscale edito dal governo giapponese nel 1942. La sua chiglia fu impostata nel cantiere navale della ditta Uraga, nelle vicinanze di Tokyo, il 29 agosto 1942 e il varo avvenne il 19 agosto 1943; fu completato il 3 dicembre dello stesso anno e il comando fu affidato al capitano di fregata Toshirō Mifune. Fu immediatamente assegnato all'11ª Squadriglia cacciatorpediniere, dipendente dalla 1ª Flotta e demandata all'addestramento delle nuove unità in tempo di guerra.

### 1944 e l'affondamento
Il 3 febbraio 1944 il Kishinami salpò da Kure per andare incontro alla piccola portaerei Unyo, danneggiata da un sommergibile, e il 7 fecero il loro ingresso a Yokosuka. Tre giorni dopo fu ufficialmente assegnato alla 31ª Divisione cacciatorpediniere con i gemelli Naganami, Asashimo e Okinami; il reparto era alle dipendenze della 2ª Squadriglia, a sua volta parte della 2ª Flotta. Eccettuato il Naganami in riparazione, la divisione si spostò all'isola di Ujina nella baia di Hiroshima e salpò il 26 febbraio con altre unità ausiliarie per proteggere un convoglio che doveva recare rinforzi a Saipan e Guam. Tre giorni dopo, tuttavia, le navi giapponesi finirono sotto l'attacco di alcuni sommergibili statunitensi. Il Kishinami, l'Okinami e l'Asashimo affrontarono con successo i battelli avversari: respinto a cannonate e danneggiato lo USS Rock, collaborarono nel dare la caccia allo USS Trout, in ultimo distrutto. Dopo che l'Asashimo e l'Okinami ebbero recuperato i naufraghi, il convoglio proseguì il viaggio e le isole furono raggiunte l'8 marzo. Completate le operazioni di scarico, il convoglio tornò indietro senza incidenti e i cacciatorpediniere proseguirono per Yokosuka; qui il Kishinami e i gregari assunsero la difesa di un altro gruppo di navi da carico che, tra il 20 e il 28, condussero nella devastata base di Truk. Il Kishinami e l'Okinami furono a questo punto separati dal gregario e salparono il giorno successivo a fianco di un trasporto che, il 2 aprile, si fermò a Saipan per farvi scendere altre truppe. Il 3 il Kishinami salpò alla testa del gruppo di difesa a un convoglio di petroliere che fece tappa a Tarakan per poi fermarsi a Balikpapan il 19 aprile. Il 29 fu richiamato dal servizio di scorta e diresse alle isole Lingga, nuova base avanzata della Marina imperiale che raggiunse il 1º maggio; una decina di giorni più tardi vigilò sul trasferimento di parte delle unità da battaglia all'ancoraggio di Tawi Tawi, in vista di operazioni nell'area di Biak. Tuttavia il 13 giugno informazioni sull'imminente offensiva generale statunitense contro le isole Marianne fecero sì che tutte le forze navali fossero concentrate a ovest dell'arcipelago. Il Kishinami fu così presente alla battaglia del Mare delle Filippine (19-20 giugno) schierato nella "Forza C" d'avanguardia del viceammiraglio Takeo Kurita, ma non ebbe alcun particolare ruolo. In seguito alla disfatta nipponica ripiegò verso l'isola di Okinawa e poi il Giappone con la propria squadriglia. L'8 luglio partì da Kure con una parte importante delle grandi unità da guerra e numerosi altri cacciatorpediniere. Questa formazione si fermò a Okinawa e vi sbarcò truppe, quindi proseguì fino alle isole Lingga, raggiunte il 16: per oltre due mesi le attività del cacciatorpediniere non sono note.
Nella seconda metà del 1944 il Kishinami aveva sicuramente ricevuto una serie di modifiche e potenziamenti. Due installazioni triple di cannoni Type 96 da 25 mm furono piazzate su due piattaforme, erette ai lati del fumaiolo anteriore; i paramine e metà della ricarica per i tubi lanciasiluri furono rimossi. L'albero tripode prodiero fu rinforzato per ospitare una piccola piattaforma sorreggente un radar Type 22, adatto all'individuazione di bersagli navali; alla base dell'albero fu costruita una camera per gli operatori. Prima della battaglia del Golfo di Leyte, inoltre, fu quasi certamente dotato di un secondo radar, un Type 13 (specifico per i bersagli aerei) all'albero tripode di maestra. Infine comparve, sul ponte di coperta, un certo numero di cannoni Type 96 su affusto singolo, in ogni caso non superiore a dodici. Le fonti, purtroppo, sono generiche sul periodo di questi interventi. Il 18 ottobre il Kishinami si trasferì con la 2ª Flotta dalle Lingga alla rada di Brunei, in preparazione al complesso attacco aeronavale orchestrato dalla Marina imperiale nelle acque delle Filippine: il 20, infatti, iniziarono gli sbarchi statunitensi sull'isola di Leyte. Il cacciatorpediniere fu assegnato al grosso della flotta che avrebbe dovuto attraversare il Mar di Sibuyan, lo Stretto di San Bernardino e calare da nord sul Golfo di Leyte. Il 23, primo giorno della battaglia del Golfo di Leyte, due sommergibili tesero un riuscito agguato alla squadra nipponica e l'ammiraglia, incrociatore pesante Atago, fu colata a picco; il Kishinami si precipitò a raccogliere le centinaia di uomini in mare e ne trasse in salvo 530, compreso il comandante Kurita, che si spostò sulla nave da battaglia Yamato. Il Kishinami sopravvisse al contrastato attraversamento del Mar di Sibuyan il 24 e combatté nella confusa battaglia al largo dell'isola di Samar il 25, senza riuscire a colpire alcun bersaglio: in entrambe le occasioni fu però mitragliato dai velivoli statunitensi e mancato di misura da bombe, lamentando danni leggeri. Imitò il ripiegamento generale della 2ª Flotta e raggiunse l'isola di Coron, dove poté fare rifornimento con le altre navi amiche e quindi proseguire per Brunei. Arrivò il 29 dopo essersi quasi incagliato su una scogliera non segnalata, urto che inflisse danni importanti alla carena e costrinse a limitare la velocità a 12 nodi. Visto lo stato in cui versava, fu affiancato al menomato incrociatore pesante Myoko perché entrambi fossero riparati a Singapore: la città fu toccata il 3 novembre e il Kishinami fu immediatamente posto in bacino di carenaggio. Il 26, tornato in efficienza, salpò con naviglio minore di scorta alla petroliera Hakko Maru alla volta di Manila, dove arrivarono il 1º dicembre; la petroliera caricò una ventina di feriti e ufficiali della riserva. Il 2 il Kishinami guidò fuori dalla baia il piccolo convoglio, composto dall'Hakko Maru, da un posamine e dal kaibokan CD-17 e fece rotta per Singapore. Il 4 dicembre, in un punto molto a nord-ovest dell'isola di Palawan e a ovest di Mindoro (13°12′N 116°37′E) le unità nipponiche furono attaccate dal sommergibile USS Flasher, che piazzò almeno un siluro sul Kishinami: colò a picco con novanta cadaveri (compreso il capitano Mifune). Gli altri due vascelli salvarono 150 naufraghi ma non riuscirono a preservare la petroliera, distrutta da un secondo assalto del Flasher e affondata con tutti gli uomini a bordo.
Il 10 gennaio 1945 il Kishinami fu cancellato dai ruoli della Marina imperiale.